# Ричард II (пьеса)
«Ри́чард II» (англ. Richard II) — историческая хроника Уильяма Шекспира (1595), охватывает события 1399—1400 гг.; в её центре — низложение короля Ричарда II и захват власти его двоюродным братом Генрихом Болингброком — основателем дома Ланкастеров Генрихом IV, а затем убийство пленного Ричарда. В ряде прижизненных изданий названа трагедией.

## Действующие лица
- Король Ричард II
- Джон Гонт, герцог Ланкастерский, и Эдмунд Лэнгли, герцог Йоркский, дяди короля.
- Генри Болингброк, герцог Херефордский, сын Джона Гонта; впоследствии король Генрих IV.
- Герцог Омерль, сын герцога Йоркского.
- Томас Моубри, герцог Норфолк.
- Герцог Сэрри.
- Граф Солсбери.
- Лорд Беркли.
- Буши, Бегот, Грин, фавориты короля Ричарда.
- Граф Нортумберленд.
- Генри Перси, его сын по прозвищу 'Хотспур' (Горячая Шпора).
- Лорд Росс.
- Лорд Уиллоуби.
- Лорд Фитцуотер.
- Епископ Карлейль.
- Вестминстерский аббат.
- Лорд-маршал.
- Сэр Стивен Скруп.
- Сэр Пирс Экстон.
- Капитан отряда валлийцев.
- Королева, жена Ричарда.
- Герцогиня Йоркская.
- Георцогиня Глостерская.
- Придворная дама королевы.

Лорды,  глашатаи,  офицеры,  солдаты,  два  садовника, Тюремщик, Гонец, Конюх и другие служители.

## Анализ

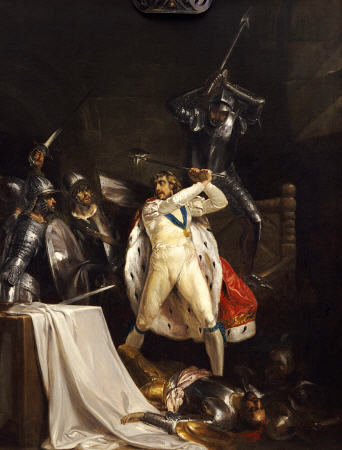
Убийство Ричарда II в Помфретском замке

В изображении Шекспира Ричард II — неудачный, слабый, но уверенный в божественности своей власти правитель, поручающий власть алчным фаворитам. Однако после того, как он низложен Генрихом Болингброком и заключён в Тауэр, Ричард превращается в трагическую фигуру, вызывающую сочувствие зрителя. Узнав об убийстве Ричарда II, Генрих IV проклинает его убийцу (несмотря на то, что во многом инспирировал его).
Другой заметный персонаж — отец Болингброка Джон Гонт, который умирает во время мятежа сына; он олицетворяет английский патриотизм и противопоставлен как честолюбивому сыну, так и слабому племяннику. Патриотический монолог Гонта вскоре приобрёл популярность, отдельную от пьесы.
«Ричард II» открывает тетралогию зрелых исторических хроник Шекспира, куда входят также «Генрих IV, часть 1», «Генрих IV, часть 2» и «Генрих V». Существует также дошедшая до нас в неполной рукописи анонимная пьеса под условным названием «1-я часть „Ричарда II“: Томас Вудсток» (впервые напечатана только в 1870 г.). События этой пьесы непосредственно предшествуют событиям «Ричарда II», хотя не все персонажи совпадают. Некоторые исследователи также приписывают её Шекспиру, но многие решительно отрицают его авторство или хотя бы участие, указывая на сюжетные неувязки: так, персонаж по имени Грин в «Томасе Вудстоке» убит, а в «Ричарде II» вновь появляется живым; в «Вудстоке» вдова героя получает покровительство Джона Гонта, а в «Ричарде» он ей в этом отказывает.
«Ричард II» — одна из немногих шекспировских пьес, которая целиком написана стихами и не содержит прозаических вставок.

## Постановки и публикации
В феврале 1601 года из-за политически острого содержания пьесы (низложение короля парламентом) заговорщик Роберт Деверё, 2-й граф Эссекс и его единомышленники заказали представление «Ричарда II» (к тому времени вышедшего из репертуара) в театре «Глобус». Этот факт упоминается в документах суда над Эссексом и другими заговорщиками. Актёры труппы «Chamberlain’s Men» и Шекспир, насколько известно, никак не были наказаны за это представление. Известно, что накануне казни Эссекса они играли перед Елизаветой I. Однако лишь в 1607—1608, уже при Якове I, пьеса вновь начинает ставиться и переиздаваться, что может говорить о временном цензурном запрете.
Пьеса впервые поставлена в 1595 году и вскоре получила большую популярность; в 1597—1598 вышли три издания. Во второй половине 1600-х годов вышло ещё два прижизненных отдельных издания (кварто) «Ричарда II», а одна из постановок в 1608 году имела место на борту английского судна «Красный дракон» у берегов Африки. Текст, опубликованный посмертно в Первом фолио (1623), содержит значительные разночтения по сравнению с прижизненными версиями.
В некоторых постановках замечается расхождение с текстом пьесы: гроб с телом Ричарда приносит Омерль, а не Экстон.
Наиболее примечательные британские театральные постановки ХХ и XXI веков:
- 1929, 1937 и 1953 — театр «Олд Вик», в роли Ричарда II — Джон Гилгуд
- 1952 — театр «Олд Вик», в роли Ричарда II — Пол Скофилд
- 2005 — театр «Олд Вик», в роли Ричарда II — Кевин Спейси
- 2013 — театр «Барбикан», постановка «Королевской шекспировской компании», в роли Ричарда II — Дэвид Теннант (существует видеоверсия спектакля и книга по мотивам этой постановки: билингвальное издание с указанием изменений, внесенных режиссёром Грегори Дораном [1]).

## Экранизации
Пьеса неоднократно становилась основой телефильмов. В 1978 году вышел фильм «Король Ричард Второй» (King Richard the Second) с Дереком Джакоби в заглавной роли и Джоном Гилгудом в роли Гонта.
В 1992 году появился российский фильм-спектакль, главную роль в котором исполнил Александр Романцов.
В 1997 году режиссёр Дебора Уорнер поставила фильм, где в роли Ричарда II снялась Фиона Шоу.
В 2012 году в рамках «культурной олимпиады» в Лондоне появился фильм, ставший началом сериала «Пустая корона», куда вошли и остальные исторические хроники Шекспира, а исполнитель роли Ричарда II — Бен Уишоу — получил премию BAFTA TV.

### Телевизионные постановки
- 1950 — Трагедия короля Ричарда II /  The Tragedy of King Richard II (Великобритания) (эпизод телесериала Театр воскресным вечером[англ.]), режиссёр Ройстон Морли[англ.]. Ричард II — Алан Уитли
- 1954 — Король Ричард II / King Richard II (США), режиссёр Джордж Шефер[англ.], Ричард II — Морис Эванс
- 1960 — Жизнь и смерть короля Ричарда II[англ.] / The Life and Death of King Richard II, Австралия (ТВ), режиссёр Рэймонд Менмуир[англ.]. Ричард II — Рик Хаттон
- 1960 —  Век королей[англ.], Великобритания (сериал) Серии: «Ричард II: Полая корона» / Richard II: The Hollow Crown;  "Ричард II: Низложение короля" / Richard II: The Deposing of a King. В роли Ричарда II — Дэвид Уильям[англ.]
- 1967 — Ричард II, Великобритания (эпизод телесериала «Конфликт» / Conflict), режиссёр  Джордж Мор О’Ферролл[англ.] Ричард II — Ричард Гэйл
- 1968 — Король Ричард II / König Richard II, ФРГ (ТВ), режиссёр Франц Йозеф Вильд[нем.]. Ричард II — Ханнес Мессемер
- 1971 — Трагедия короля Ричарда II /  The Tragedy of King Richard II (Великобритания), (ТВ) режиссёры Ричард Коттрелл[англ.]*. Ричард II — Иэн Маккелен
- 1976 — Ричард Ii / II. Richárd, Венгрия (ТВ), режиссёр Янос Эделены. В роли Ричарда II — Тамаш Йордан
- 1978 — Король Ричард второй / King Richard the Second, Великобритания, США, 1978 (ТВ), режиссёр Дэвид Гайлз[англ.]. В роли Ричарда II — Дерек Джекоби. Эпизод телесериала BBC Television Shakespeare
- 1982 — Ричард II, (США) (видео), режиссёр Уильям Вудман. В роли Ричарда II — Дэвид Бирни[англ.]
- 1986 — Ричард II, (США) (видео), режиссёр Джозеф Харди[англ.]. В роли Ричарда II Брайан Бедфорд, спектакль театра Old Globe в Сан-Диего, штат Калифорния.
- 1988 — Ричард II (мини-сериал) СССР. Телеспектакль Кировоканского драм. театра им. Ованеса Абеляна, режиссёры Татьяна Маслова, Ваге Шахвердян , в роли Ричарда II — Разник Хосроев
- 1990 — Король Ричард II Великобритания (эпизод телесериала Война Роз), режиссёр Майкл Богданов[англ.]  В роли Ричарда II Майкл Пеннингтон[англ.]
- 1992 — Король Ричард II, Россия, телеспектакль Петербургского телевидения, режиссёры: Роман Федотов и Евгений Злобин. В роли Ричарда II — Александр Романцов
- 1996 — Ричард II / Ricardo II  (ТВ), Португалия. В роли Ричарда II — Карлуш Даниэль
- 1997 — Ричард II / Richard II (ТВ), Великобритания, режиссёр Дебора Уорнер[англ.]. В роли Ричарда II — Фиона Шоу
- 2001 — Ричард II / Richard the Second, США, (видео), режиссёр Джон Фаррелл. В роли Ричарда II — Мэтт Осиан
- 2001 — Ричард II / Richard II (ТВ), Германия, режиссёр Клаус Пейман. В роли Ричарда II — Михаэль Мертенс[нем.]
- 2012 — Ричард II / Richard II, режиссёр Руперт Гулд. В роли Ричарда II — Бен Уишоу  Эпизод сериала «Пустая корона» / The Hollow Crown
- 2019 — Трагедия короля Ричарда II / The Tragedy of King Richard the Second (Великобритания) Национальный театр в прямом эфире, режиссёры Джо Хилл-Гиббинс[англ.], Тони Греч-Смит. В роли Ричарда II — Саймон Расселл Бил
- 2020 — Ричард II / Richard II, Великобритания, режиссёр

Лайнетт Линтон
- 2020 — Ричард II / Richard II, Великобритания, режиссёр ГГэвин Ли, в роли Ричарда II Райлан Бич

## Сноски
1. ↑  "О книге «Ричард II»". Дата обращения: 26 сентября 2015. Архивировано 27 сентября 2015 года.